# Secret Story
Secret Story från 1992 är ett musikalbum av gitarristen Pat Metheny. Musiken kan sägas vara en blandning av jazz, rock, New Age och världsmusik.

## Låtlista
All musik är skriven av Pat Metheny.
1. Above the Treetops – 2:44
2. Facing West – 6:06
3. Cathedral in a Suitcase – 4:52
4. Finding and Believing – 10:00
5. The Longest Summer – 6:34
6. Sunlight – 3:53
7. Rain River – 7:09
8. Always and Forever – 5:27
9. See the World – 4:48
10. As a Flower Blossoms (I Am Running to You) – 1:54
11. Antonia – 6:11
12. The Truth Will Always Be – 9:16
13. Tell Her You Saw Me – 5:11
14. Not to Be Forgotten (Our Final Hour) – 2:20

## Medverkande
- Pat Metheny – gitarrer, bas, keyboards, piano
- Gil Goldstein – dragspel (spår 4, 7, 9)
- Toots Thielemans – munspel (spår  8, 11)
- Lyle Mays – piano (spår 2, 6)
- Mark Ledford – sång (spår 3, 4)
- Akiko Yano – sång (spår 10)
- Charlie Haden – kontrabas (spår 1, 8)
- Steve Rodby – kontrabas, elbas (spår 4–7, 9. 11)
- Will Lee – elbas (spår 4, 6, 12)
- Armando Marçal – slagverk (spår 1–7, 9, 12)
- Nana Vasconcelos – slagverk (spår 1, 4, 5, 10–12)
- Danny Gottlieb – slagverk (spår 3, 11)
- Paul Wertico – trummor (spår 4, 5, 7–9, 11)
- Steve Ferrone – trummor (spår 3–5, 12)
- Sammy Merendino – trummor (spår 6)
- Andy Findon – flöjt (spår 7)
- John Clark – valthorn (spår 9)
- Anthony Jackson – kontrabasgitarr (spår 9)
- Tom Malone – trombon (spår 9)
- Dave Taylor – bastrombon (spår 9)
- Dave Bargeron – trombon, tuba (spår 9)
- Michael Mossman – trumpet, flygelhorn (spår 9)
- Mike Metheny – trumpet, flygelhorn (spår 9)
- Ryan Kisor – trumpet, flygelhorn (spår 9)
- Skaila Kanga – harpa (spår 13)
- Pinpeat Orchestra of the Royal Ballet (från Kambodja) (spår 1)
- Choir of the Cambodian Royal Palace (spår 1)